# Energetický nápoj

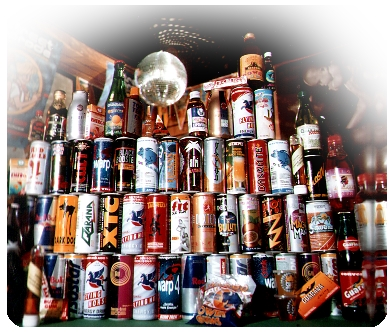
Ukázka energetických nápojů

Energetický nápoj (slangově energeťák či energiťák) je novodobé označení pro nealkoholický nápoj, který obsahuje stimulační látky, v největší míře kofein a taurin. Může také obsahovat cukr či umělá sladidla, bylinné výtažky a aminokyseliny.
Energetická hodnota těchto nápojů není vysoká v porovnání s energeticky hodnotnou stravou, například jedno 330 ml balení Red Bullu obsahuje 636,6 kJ, přičemž 100 g mléčné čokolády obsahuje 2210 kJ a 100 g hořké čokolády na vaření od domácího výrobce Figaro 2135 kJ.[zdroj?] Hlavním efektem energetického nápoje tedy není jeho energetická hodnota, ale stimulační dopady účinné látky na centrální nervovou soustavu, které vedou ke zvýšení pozornosti a nárůstu mentální a fyzické výkonnosti. Proto také energetický nápoj často obsahuje pomocné látky, které zintenzivňují efekt látky hlavní.

## Historie
Nápoje s povzbuzujícími látkami a účinky jsou součástí mnoha kultur odedávna, mezi tradiční povzbuzující nápoje patří zejména čaj a káva, typicky teplé nápoje, jejichž hlavní účinnou látkou je tein/kofein. 
V počátcích novodobé éry povzbuzujících nápojů hrálo významnou roli v 60. letech 19. století Marianiho víno, alkoholický nápoj s výtažkem koky, který byl propagován jako posilující prostředek k léčbě tělesné i duševní slabosti, nechutenství, malomyslnosti a nedostatku energie, velkému zájmu se těšil u sportovců, propagovali jej vědci, spisovatelé, politici i papežové a lékaři jej doporučovali svým pacientům. Tento nápoj pravděpodobně inspiroval amerického lékárníka J. S. Pembertona ke vzniku Coca-Coly, uvedené na trh roku 1886, která byla obohacena o kofein pocházející z kolových oříšků. Z jejího receptu později vymizelo víno (tedy i alkohol) a výtažek koky (tedy kokain), jehož absence byla kompenzována zvýšením množství kofeinu. Od roku 1888 byla sycená oxidem uhličitým. Zpočátku byla Coca-Cola prodávána v lékárnách. Chlazené sycené nápoje na bázi kofeinu, typické hnědočernou barvou, se od té doby staly typickým nealkoholickým nápojem, vyráběným mnoha výrobci pod mnoha značkami, obvykle názvem odkazujícími na kolové (colové) oříšky (kola, cola) nebo kofein (kofola). 
Jako počátek historie moderních nápojů obsahujících taurin je uváděn produkt Lipovitan, chutí připomínající sirup, uvedený na trh v roce 1962 japonskou společností Taisho v reakci na japonské zákony, které měly omezit užívání amfetaminu. Byl propagován jako prostředek na podporu fyzických a duševních funkcí. S manažery japonských společností se nápoj dostal do Thajska. Thajský podnikatel Chaleo Yoovidhya (Čaleo Júvitja), majitel továrny na antibiotika, v roce 1976 uvedl na trh produkt zvaný Krating Daeng. Reklamu zaměřil na špatně placené zaměstnance s dlouhou pracovní dobou: řidiče taxíků, tuk-tuků, nákladních aut, autobusů a na stavební dělníky, později cílovou skupinu rozšířil o fanoušky thajského boxu. Výrobek byl prodáván v 150ml lahvičkách z jantarového skla, sladký nápoj obsahoval kofein, taurin, glukózu nebo vitamíny skupiny B. Logo s motivem indických bizonů chystajících se k souboji evokovalo mystiku omlazujících lektvarů používajících některé části zvířat a tělesných tekutin pro údajné afrodiziakální účinky. Rakouský obchodník Dietrich Mateschitz se stal Júvitjovým partnerem pro distribuci v zahraničí, pro tyto účely nápoj přejmenoval na Red Bull, nápoj přizpůsobil poptávce nasycením oxidem uhličitým, skleněné lahve nahradil stříbrno-modrými hliníkovými plechovkami a nový produkt představil v Rakousku v roce 1987 se sloganem „Red Bull vám dává křídla“. Propagaci přesměroval z nízkopříjmových skupin těžce pracujících na luxusní klientelu mladých návštěvníků večírků, dobrodruhů a milovníků extrémních sportů. Tento výrobek rovněž inspiroval i další výrobce.

## Složení
Energetické nápoje všeobecně obsahují kofein, B-vitamíny a rostlinné výtažky. Dalšími běžně užívanými složkami je sycená či nesycená voda, guarana, yerba maté, taurin, ženšen, inositol, glukuronolakton či maltodextrin. Obsah cukru je u jednotlivých produktů velmi proměnlivý, některé nápoje užívají umělá sladidla.

## Účinky
Těžiště účinku energetických nápojů leží v obsahu kofeinu a cukru, případně i v synergii těchto dvou látek. Pro významný účinek ostatních složek neexistují přesvědčivé vědecké důkazy.

### Nežádoucí účinky na zdraví
Zdravotní rizika plynou hlavně z obsahu kofeinu a cukru. Kofein způsobuje dehydrataci, po odeznění účinku psychický a fyzický útlum, vysoké dávky narušují koncentraci. Nicméně, maximální možný obsah kofeinu ve 100 ml nápoje je menší než v kávě typu espresso. Nadměrný přísun cukru vede také k řadě onemocnění.
Některé nápoje jsou slazeny umělými sladidly, zejména aspartamem, jehož zdravotní riziko je v současnosti předmětem diskuse. Taurin, další často přidávanou látku, si lidské tělo dokáže v dostatečném množství syntetizovat samo, jeho konzumace tak nepřináší žádné pozitivní efekty, ale nezdá se, že by přinášela nějaké negativní.
Některé nápoje jsou obohaceny o vitamíny a minerály, proto jejich pití může být zdravější než pití kávy, a to i s ohledem na to, že při pití energetického nápoje dochází k nižší dehydrataci vzhledem k všeobecně nižšímu obsahu kofeinu a velkému podílu vody v nápoji. Ovšem pokud je voda perlivá, může způsobit podráždění žaludeční sliznice.
Jako všechny v chemickém slova smyslu kyselé nápoje s obsahem cukru, energetické nápoje přispívají k tvorbě zubního kazu. Kombinují cukr s kyselými složkami obsaženými v nápoji. Například sportovci, kteří většinou konzumují nápoj v době, kdy jsou vyčerpaní a vyprahlí a jejich sliny nemohou zuby chránit. Je proto lepší si po vypití nápoje vypláchnout ústa vodou.
Tyto nápoje bývají často kombinovány s alkoholem.
Taková kombinace je ještě nebezpečnější než samotný alkohol (Marczinski a
Fillmore, 2014). To lze částečně vysvětlovat skutečností, že kombinace
energetických nápojů s alkoholem snižuje subjektivní pocit opilosti.
Dalším důležitým faktorem je skutečnost, že budivý efekt kofeinu oddálí
ospalost při intoxikaci alkoholem. To prodlužuje dobu pití alkoholu. Často pak dochází, zvláště u mladších osob, k pití v tazích. Současně se zvyšuje riziko dopravní nehody, rizikového sexuálního či jinak nebezpečného chování a  srdečních komplikací. Při kombinaci alkoholických nápojů s energetickými se rychleji rozvíjí závislost na alkoholu. Časté pití energetických nápojů je také spojeno s vyšším rizikem užívání léků a ilegálních drog.
Zvláště nebezpečné jsou energetické nápoje pro dospívající. Výzkum v roce 2014 zjistil, že konzumace jednoho či více energetických nápojů denně je u dospívajících spojena s častějšími poruchami chování, spánku a exekutivních funkcí (tj. např. schopnost plánovat, rozhodovat se a řešit problémy). Není jasné, zda porucha exekutivních funkcí byla vyvolána toxicky nebo to byl následek spánkové deprivace po vysokých dávkách kofeinu.
Riziko přináší i samotná intoxikace kofeinem, neboť kofeinu je většinou v energetických nápojích podstatně více než např. v kolových nápojích či limonádách. To ohrožuje srdce samo o sobě a zvláště v kombinaci se stimulačními drogami nebo alkoholem. Ohroženy jsou především osoby se srdečním onemocněním nebo vysokým krevním tlakem. Vysoká hladina kofeinu také vede k poruchám spánku a někdy i k úzkostným stavům. U disponovaných jedinců dochází ke zvýšení rizika migrény. Po odeznění intoxikace se naopak objevuje útlum a apatie, což je nebezpečné zejména pro řidiče a pracovníky v rizikových zaměstnáních.
V roce 2012 byla popsána smrt mladého muže po požití kombinace energetických nápojů a syntetické drogy MDMA (extáze). Díky nízkému pH a vysokému obsahu cukru mohou energetické nápoje poškozovat zubní sklovinu a sliznice. Jsou také nebezpečné pro diabetiky a existují těžko předvídatelné interakce s léky.
Energetické nápoje nejsou vhodné v těhotenství a během kojení. Mohou také vyvolat alergické reakce (byla popsána anafylaxe vyvolaná syntetickým taurinem v energetickém nápoji, ačkoli taurin v potravě alergickou reakci nevyvolával).

## Některé energetické nápoje prodávané v ČR
- Atomics
- Big Shock
- Burn
- Cocaine
- Crazy Wolf
- Erektus
- Fakeer
- Fire Bird
- Kamikaze
- Kong Strong
- Loprais 69
- Mixxed up
- Monster Energy
- NO FEAR Energy
- Party Power
- Red Bull
- Rocket (nápoj)
- Rockstar Energy
- S Budget
- Semtex
- Super Frankie
- Tiger
- Baník energy[12]